# Concordia sulla Secchia

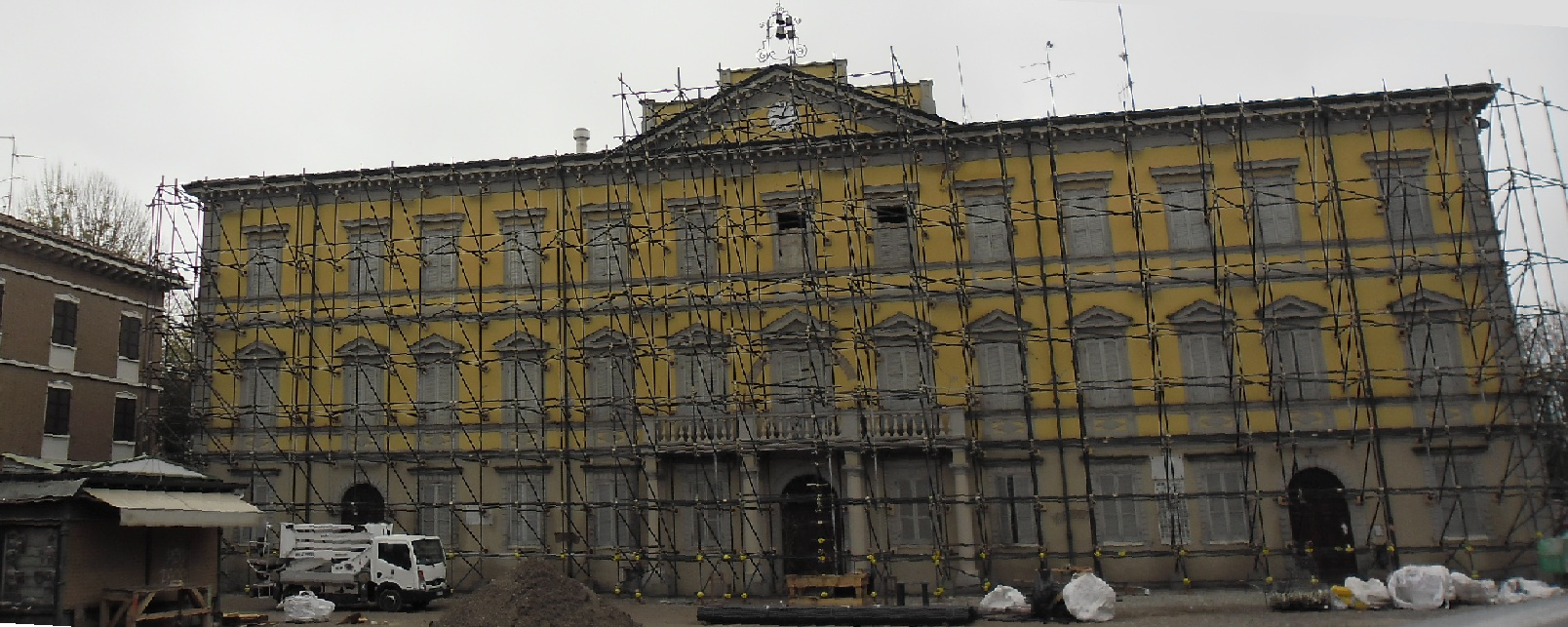
Die Gemeindeverwaltung

Concordia sulla Secchia ist eine italienische Gemeinde (comune) mit 8327 Einwohnern (Stand 31. Dezember 2023) in der Provinz Modena in der Emilia-Romagna. Die Gemeinde liegt etwa 31 Kilometer nordnordöstlich von Modena an der Secchia, einem kleinen Nebenfluss des Po. 
Concordia sulla Secchia grenzt unmittelbar an die Provinz Mantua (Lombardei). Die Gemeinde war Teil der Unione dei comuni modenesi dell'Area Nord.

## Geschichte
Seit dem Beginn des 14. Jahrhunderts stand Concordia sulla Secchia unter der Herrschaft der Adligen Mirandolas, wenige Kilometer östlich von Concordia. Die Familie Pico bestimmte mehrere Jahrhunderte das Geschehen in und um Concordia. 1510 wurde Concordia durch die Truppen Papst Julius II. zerstört.
Am 29. Mai 2012 wurde der Ort von einem schweren Erdbeben getroffen. Es hat die Kirche teilweise zerstört, ebenso das Rathaus und sämtliche historischen Gebäude im Zentrum.

## Persönlichkeiten
- Carlo Campogalliani (1885–1974), Regisseur und Drehbuchautor

## Verkehr
Der frühere Bahnhof an der Strecke von Mirandola nach Rolo ist nie wirklich in Betrieb gegangen. 